# フォートベントン (モンタナ州)
フォートベントン（Fort Benton） は、アメリカ合衆国モンタナ州の都市。シュートー郡の郡庁所在地である。人口は1,594人（2000年）。1961年に街の一部がアメリカ合衆国国定歴史建造物として指定された。

## 地理・気候
フォートベントンは北緯47度49分10秒、西経110度40分11秒 (47.819307, -110.669726)に位置している。
アメリカ合衆国統計局によると、総面積5.4 km2 (5.4 mi2) である。このすべてが陸地である。
- 山:
- 河川:
- その他:

## 人口
2000年国勢調査では、人口1,594人、636世帯、422家族が暮らしている。人口密度は294.5/km2 (763.2/mi2) である。135.0/km2 (350.0/mi2) の平均的な密度に731軒の住宅が建っている。この都市の人種的な構成は白人97.68%、アフリカン・アメリカン0.19%、ネイティブ・アメリカン0.38%、アジア0.38%、その他の人種0.38%、混血0.82%である。この人口の0.56%はヒスパニックまたはラテン系である。
全世帯のうち、18歳未満の子供と同居している世帯が30.7%、夫婦のみの世帯が54.4%、未婚女性の世帯が9.3%であり、33.5%は家族を持たない。個人名義の世帯主が31.0%、そのうち65歳以上が14.5%である。世帯ごとの平均人数は2.34人、家族ごとの平均人数は2.93人である。
18歳未満の未成年が24.8%、18歳以上24歳以下が6.2%、25歳以上44歳以下が23.1%、45歳以上64歳以下が22.3%、65歳以上が23.6%、平均年齢は43歳である。女性100人に対して男性は92.3人である。18歳以上の女性100人に対して男性は84.2人である。
この都市の世帯ごとの平均的な収入は29,406 USドルであり、家族ごとの平均的な収入は32,072 USドルである。男性は22,813 USドルに対して女性は20,787 USドルの平均的な収入がある。この都市の一人当たりの収入 (per capita income) は14,861 USドルである。人口の11.6%及び家族の13.4%は貧困線以下である。全人口のうち18歳未満の16.6%及び65歳以上の6.7%は貧困線以下の生活を送っている。

## 歴史
1847年、セントルイスのヨーロッパ系アメリカン人オーグスト・シュートー (Auguste Chouteau) と ピエール・シュートー・ジュニア (Pierre Chouteau, Jr.)により、ミズーリ川上流の最後の毛皮交易所が設立された。30年間、ニューオーリンズ、メンフィス、セントルイス、ハンニバル、ビスマーク、カンザスシティからの商品や承認、金鉱夫、入植者で蒸気船の港がにぎわっていた。
1860年、アメリカ陸軍により、全長1,033キロメートルのムーラン・ロード (Mullan Road) が完成し、フォートベントンとワラワラはミズーリ川とコロンビア川沿線の陸路として貿易の拠点であった。開通した年には2万人がアメリカ北西に移動するために使われた。この道は、アイダホ州への鉱山労働者にとっても重要な経路であった。
1865年、毛皮貿易が衰退し、アメリカ毛皮会社 (American Fur Company) からアメリカ陸軍へ基地 (fort) を売却した。この時、ミズーリ州の上院議員トマス・ベントンから名付けられた。
1867年、モンタナ州知事代行トーマス・フランシス・マハーがミズーリ川の蒸気船から落ち溺死した。